# Team Ecuador
Team Ecuador (Kod UCI: ECU) – ekwadorska zawodowa grupa kolarska założona w 2014 roku. Znajduje się w dywizji UCI Continental Teams.

## Skład 2016
| Imię i nazwisko        | Data urodzenia         | Narodowość |
| ---------------------- | ---------------------- | ---------- |
| Edson Calderon         | 3 czerwca 1984(dts)    | Kolumbia   |
| Jefferson Cepeda       | 2 marca 1996(dts)      | Ekwador    |
| Byron Guama            | 14 czerwca 1985(dts)   | Ekwador    |
| Pablo Hidalgo          | 16 lipca 1987(dts)     | Ekwador    |
| Jorge Montenegro       | 26 września 1988(dts)  | Ekwador    |
| Cristian David Pita    | 6 lutego 1995(dts)     | Ekwador    |
| Carlos Eduardo Quishpe | 21 lipca 1991(dts)     | Ekwador    |
| Henry Velasco          | 17 listopada 1992(dts) | Ekwador    |
| Jonathan Villavicencio | 21 maja 1991(dts)      | Ekwador    |